# Награда Друштва информатичара Србије
Награда Друштва информатичара Србије (ДИС) је 2007. додељена по двадесети пут. Награда се додељује у више категорија:
- у категорији веб-портала или сајта добитник је Политика онлајн. У најужем избору су били још и Википедија, „Е-дућан”, концепт „Глобал стор” као и Народна библиотека Србије са пројектом „Конзорцијум библиотека за обједињену набавку”, те интернет портал Сокобање који је добио похвалу ДИС-а.

- у категорији примењеног информационог система награду деле Телеком Србија и „Пројекат Растко“ и ТИА Јанус Београд.

- у категорији најуспешнијег производа — фирма „РБ генерал економик” из Београда